# Саузсайд (Алабама)
Саузсайд (англ. Southside) — місто (англ. city) в США, в округах Калгун і Етова штату Алабама. Населення — 9426 осіб (2020).

## Географія
Саузсайд розташований за координатами 33°53′27″ пн. ш. 86°1′5″ зх. д. / 33.89083° пн. ш. 86.01806° зх. д. (33.890841, -86.018020). За даними Бюро перепису населення США в 2010 році місто мало площу 49,59 км², з яких 49,16 км² — суходіл та 0,43 км² — водойми.

## Історія
Саузсайд був заснований в 1850 році, коли селища Ґрін-Веллі, Кедр-Бенд, і Пілігрімс-Рест об'єдналися в містечко Саузсайд.
Основним джерелом доходів мешканців Саузсайда було землеробство. Тут також працювали млин, кузня та бавовноочисна мануфактура.
Саузсайд іноді називають Смоукнек (англ. «Smokeneck» — задимлена шия). Одна з легенд пояснює цю назву тим, що перші поселенці, можливо, індіанці з племені Кріків, які жили в цьому районі, виробляли деревне вугілля, спалюючи старі пні сосни. Горіння викликало великий чорний дим. Дим осідав на коміри і шиї індіанців, залишаючи за собою чорні кільця диму або «smokeneck».
Саузсайд став першим містом в окрузі Етова, за межами Ґадсдена, який мав телефонну систему.
Електричне освітлення дійшло до Саузсайда в 1931 році і в 1957 році місто отримало свою власну систему водопостачання.
Пороми сполучали Саузсайд річкою з Ґадсденом та іншими областями до 17 червня 1939 року, коли був відкритий міст через річку Кусу. Міст має 864 фути в довжину.
Першою школою в Саузсайді була академія Бернса. У 1923 році назва була змінена на Саузсайдівську школу. У 1944 році Саузсайдівська школа була повністю знищена вогнем. У 1948 році перший блок нової школи було завершено. У 1956 році вона була найменшою середньою школи в окрузі Етова та мала тільки 411 учнів в класах з першого по дванадцятий. Саузсайдівська початкова школа, побудована в 1979 році, навчає учнів від дитячого садка до п'ятого класу.
У січні 2007 року двері нової середньої школи Саузсайда були відкриті для 719 учнів. У 2007—2008 навчальному році тут вчилися 743 учні. У 2008—2009 — 771. Зараз це найбільша школа в окрузі Етова.
Місто Саузсайд було зареєстроване в 1957 році. Чисельність населення на той час становила 535 мешканців.

## Демографія
Згідно з переписом 2010 року, у місті мешкало 8412 осіб у 3228 домогосподарствах у складі 2524 родин. Густота населення становила 170 осіб/км². Було 3500 помешкань (71/км²).
Расовий склад населення:
| - 96,5 % — білих - 1,5 % — чорних або афроамериканців - 0,7 % — азіатів - 0,2 % — корінних американців |

До двох чи більше рас належало 0,7 %. Частка іспаномовних становила 1,3 % від усіх жителів.
За віковим діапазоном населення розподілялося таким чином: 24,8 % — особи молодші 18 років, 61,8 % — особи у віці 18—64 років, 13,4 % — особи у віці 65 років та старші. Медіана віку мешканця становила 40,1 року. На 100 осіб жіночої статі у місті припадало 96,0 чоловіків; на 100 жінок у віці від 18 років та старших — 93,3 чоловіків також старших 18 років.
Середній дохід на одне домашнє господарство становив 68 793 долари США (медіана — 65 946), а середній дохід на одну сім'ю — 76 864 долари (медіана — 79 289). Медіана доходів становила 48 655 доларів для чоловіків та 40 685 доларів для жінок. За межею бідності перебувало 4,7 % осіб, у тому числі 3,3 % дітей у віці до 18 років та 4,5 % осіб у віці 65 років та старших.
Цивільне працевлаштоване населення становило 4193 особи. Основні галузі зайнятості: освіта, охорона здоров'я та соціальна допомога — 27,2 %, виробництво — 17,7 %, роздрібна торгівля — 11,0 %, публічна адміністрація — 7,6 %.